# GNS3
GNS3 è un software open source che simula reti complesse in maniera realistica senza aver bisogno di hardware di rete dedicato. Possiede un'interfaccia grafica e funziona su più sistemi operativi, basandosi su altri software:
- Dynamips, che emula Cisco IOS
- VirtualBox, che emula sistemi operativi di server
- Qemu